# Virgocluster

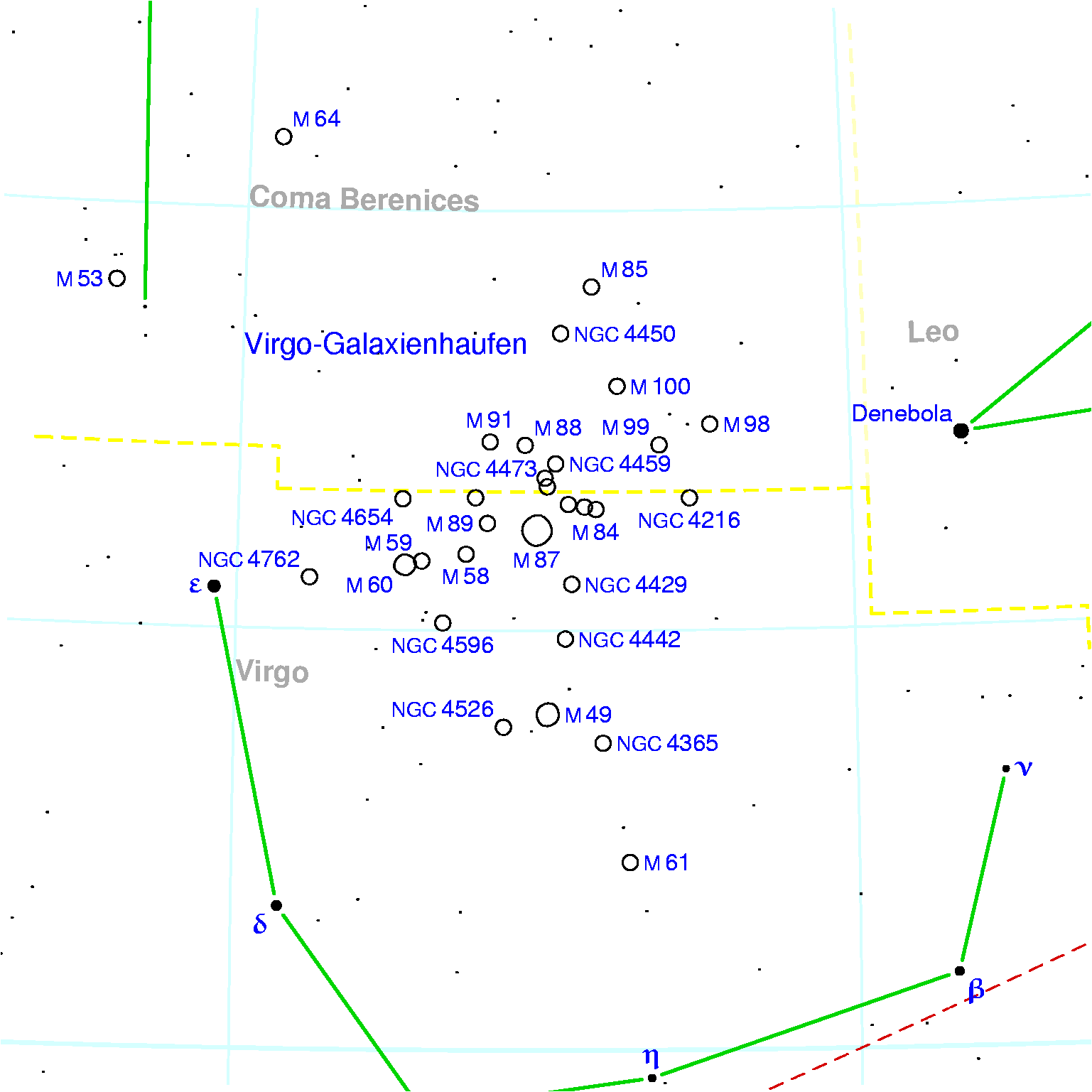
Kaart van de Virgocluster

De Virgocluster is een cluster van ca. 2000 sterrenstelsels in het noordelijk deel van het sterrenbeeld Maagd (Virgo). De afstand tot de Aarde bedraagt ongeveer 53,8 miljoen lichtjaar, waarmee het de dichtstbijzijnde grote cluster is. De booghoek aan de hemel van het centrale deel is ruim 5° — meer dan 10 maal de schijnbare doorsnede van de maan, maar de grootte van de hele cluster is meer dan 16°. Het eerste en helderste lid van de Virgocluster, M49, werd op 19 februari 1771 ontdekt door Charles Messier.
Een opvallend lid van de Virgocluster is M87, een elliptisch stelsel dat min of meer centraal in de cluster staat en ook bekend is als heldere radio- en röntgenbron.
Door de reusachtige massa van de Virgocluster ondergaan zijn leden enorme versnellingen. Het lidstelsel IC 3258 heeft binnen de cluster een eigenbeweging van wel 1600 km/s. Een ander lid, NGC 4388, vertoont een roodverschuiving die dubbel zo groot is als die van het centrum van de cluster. Hieruit kan worden afgeleid dat NGC 4388 zich met een snelheid van ruim 2000 km/s van ons af beweegt en een eigenbeweging van minimaal 1000 km/s heeft.
De Virgocluster is het centrum van de Virgosupercluster of Lokale Supercluster, waartoe ook de Lokale Groep – met daarin de Melkweg – behoort. De Lokale Groep beweegt zich op dit moment nog met ruim 1000 km/s van de Virgocluster af, maar door het sterke zwaartekrachtveld van de laatste wordt hij steeds verder afgeremd en zal hij uiteindelijk naar de Virgocluster toe gaan "vallen".